# 勃兰登堡号战列舰
勃兰登堡号为德意志帝国于19世纪90年代初所建造四艘勃兰登堡级战列舰的首舰，得名于当时的勃兰登堡省。它是德国首批前无畏舰之一，同级姊妹舰还包括有沃尔特号、魏森堡号和腓特烈·威廉选帝侯号；而在此之前，海军的主力舰仅有岸防舰和铁甲巡防舰。该舰于1890年5月在斯德丁的伏尔铿船厂开始龙骨架设，1891年9月21日下水，至1893年11月19日交付使用。其安装在三座双联装炮塔内的六门大口径主炮在当时是独一无二的，因同期外国海军的标准配置仅为四门。
勃兰登堡号于入列后的头十年都在主舰队的第一支队服役，通常仅限于参加训练演习以及对外国港口的友好访问。然而，这些训练演习对一战前20年德国海军战术理论的发展非常重要，尤其是在阿尔弗雷德·冯·提尔皮茨的指导下。该舰于1900年获得首次重大海外部署，当时它连同三艘姊妹舰被派遣至中国镇压义和团运动。全部四艘同级舰都在20世纪初经历了大规模重建。勃兰登堡号在第一次世界大战爆发时便已经过时，仅执行有限度的任务，首先是充当岸防舰。1915年12月，它退出现役并被改造为宿营船使用。当战争结束后，该舰于1920年在但泽拆解报废。

## 设计

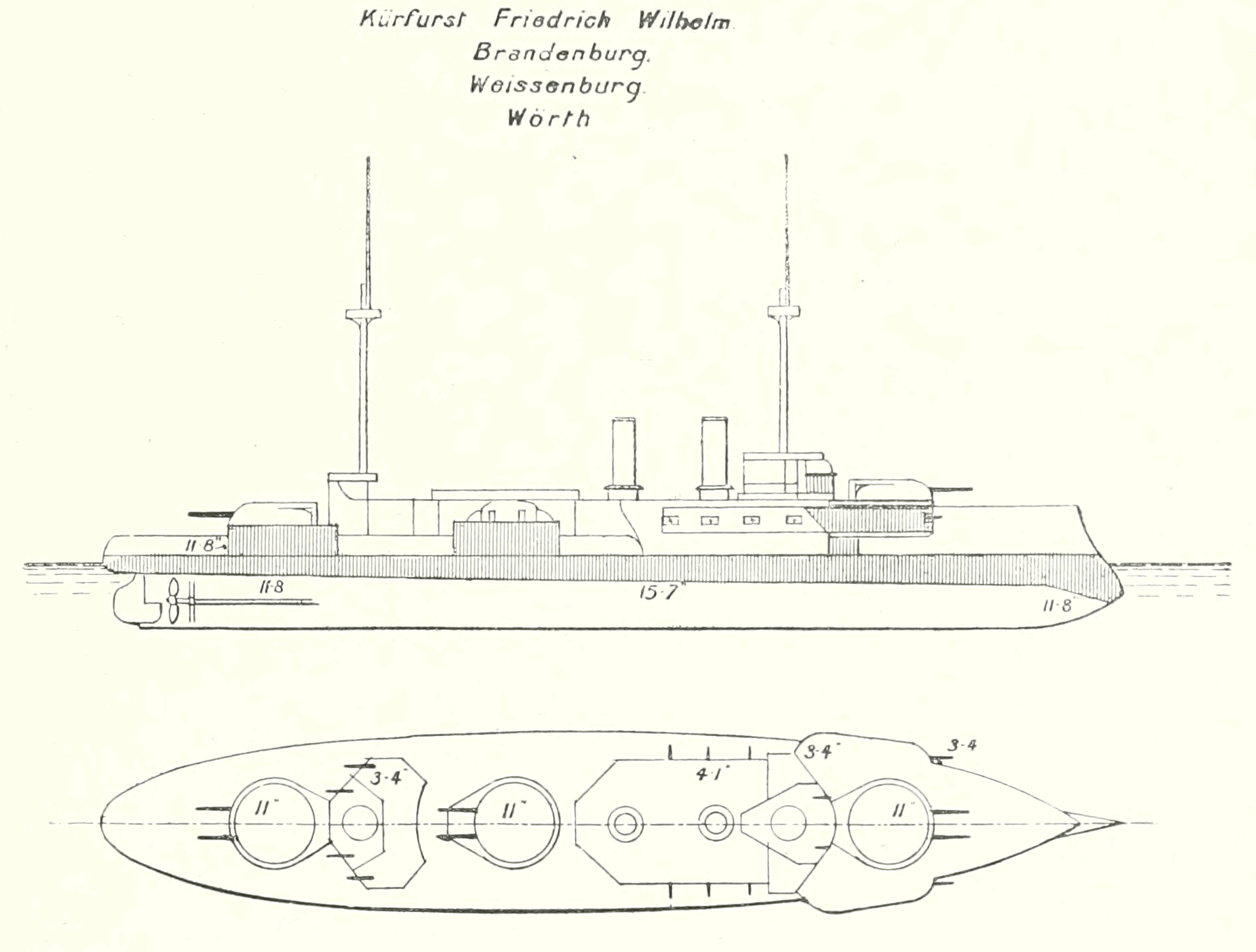
勃兰登堡级舰只线条画

勃兰登堡号是德意志帝国海军第一艘前无畏战列舰。在威廉二世于1888年6月加冕德意志皇帝之前，帝国海军的主要目标是保卫德国的海岸线，时任帝国海军部部长的列奥·冯·卡普里维于1880年代便为此订购了许多岸防舰。1888年8月，对海军事务有浓厚兴趣的德皇威廉二世任命海军中将亚历山大·冯·蒙茨接替了卡普里维，并指示他在1889－1890年度的海军预算中加入四艘战列舰。与前任所强调的岸防战略相比，蒙茨更倾向于组建战列舰队，他取消了由卡普里维授权建造的最后四艘岸防舰，转而订购四艘万吨级的战列舰。尽管它们是德国的第一款现代战列舰，为提尔皮茨时代的公海舰队奠定了基础，但这批舰只仅是作为常规造舰计划的一部分而授权，反映了19世纪80年代由绿水学派等理论引起的战略和战术混乱。
勃兰登堡号的水线长度和全长分别为113.9米和115.7米，有19.5米（加装防鱼雷网后为19.74米）的舷宽，以及7.6米的前吃水和7.9米的后吃水。舰只设计的标准排水量为10,013吨，满载排水量则可达10,670吨。其推进是通过两台三缸立式三胀蒸汽机以驱动三副直径为5米的三叶螺旋桨来实现。蒸汽由十二台燃煤横向筒形锅炉供应，并通过两具烟囱排放。推进装置的额定功率为10,000匹指示馬力（7,500千瓦特），最高速度达16.3節（30.2每小時），并能够以10節（19每小時）的速度续航4,300海里（8,000）。其标准船员编制为38名军官及530名士兵。
该舰的主炮数量在当时是不同寻常的，因为它在三座双联装炮塔中架设了六门重炮，而非同期战列舰典型的四门主炮。其中艏部和艉部炮塔的炮管长度为40倍径，舯部炮塔则安装有较短的35倍径炮管，以便能够满足炮塔的旋转要求。副炮则由八门105毫米35倍径速射炮和八门88毫米30倍径速射炮组成，全数安装在炮廓内。武器套件中还有六具450毫米鱼雷发射管，均布置于舰体水上部分的旋转支架上。尽管主炮较当时外国的主力舰更重，但与其它战列舰相比，勃兰登堡级舰只的副炮被视为弱项。
勃兰登堡号受到复合装甲的保护。其装甲带在中央堡垒的部分达到400毫米厚，用于保护弹药舱及轮机舱。装甲甲板的厚度为60毫米。而主炮塔的炮座则以300毫米厚的的装甲板覆盖。

## 服役历史

### 建成至1896年

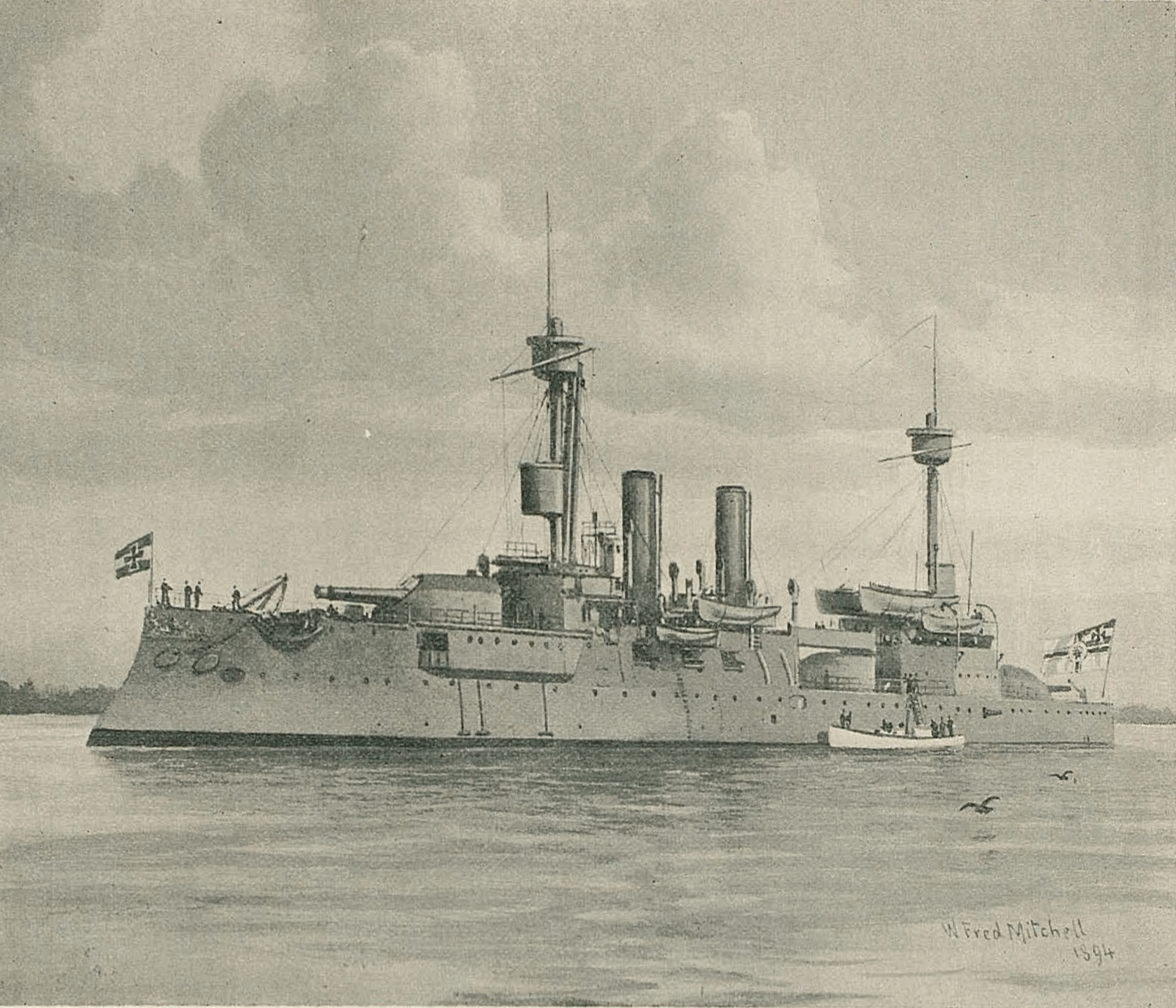
由威廉·弗雷德里克·米切尔所绘的勃兰登堡号插画

作为同级的第一艘舰，勃兰登堡号是根据合同代号“A”表示新增编入舰队的单位进行订购，并于1890年5月在斯德丁的伏尔铿船厂开始铺设龙骨。其舰体于1891年5月完工，并于同年9月21日下水，由威廉二世主持为舰只命名。舾装工序随即展开，至1893年9月底，除武器安装外的工程都已结束，然后舰只被转运至基尔。在那里，勃兰登堡号完成主炮的安装后，于11月19日入列舰队。海试于四天后展开；在试验的首日，威廉二世携勃兰登堡省政府代表团登舰视察。12月27日，该舰获颁了一面带有勃兰登堡纹章的旗帜，可在特定场合悬挂。当月底，勃兰登堡号被正式编入秋季练习舰队（Herbst-Übungsflotte，即公海舰队前身）的第二支队。
海试一直持续到1894年，然而当2月16日在施特兰德湾进行强制通风实验时，该舰遭遇了德意志帝国海军有史以来最严重的机械事故。其右舷锅炉的一个主蒸汽阀发生爆炸，造成锅炉舱44人死亡、另有7人受伤。爆炸的原因是阀门结构上的一个缺陷。正搭乘运输船鹈鹕号（Pelikan）在附近的海因里希亲王立即指示该船前往支援勃兰登堡号，并运走死伤人员。勃兰登堡号随后进入威克湾，继而被拖到基尔，在当地的帝国船厂接受维修。在媒体批评威廉二世没有派海因里希亲王参加遇难水兵的葬礼后，这起事故引发了一场轻微的政治风波。此外，时任国家海军办公室国务秘书的海军中将弗里德里希·冯·霍尔曼在帝国议会上表示，“类似事故可能会一再发生”，这进一步加剧了议会对海军要求提高预算的抵制，从而导致第一艘装甲巡洋舰——俾斯麦侯爵号的资金申请最初遭到否决。海军上将爱德华·冯·克诺尔和汉斯·冯·克斯特批评了霍尔曼的言论，迫使他公开道歉。

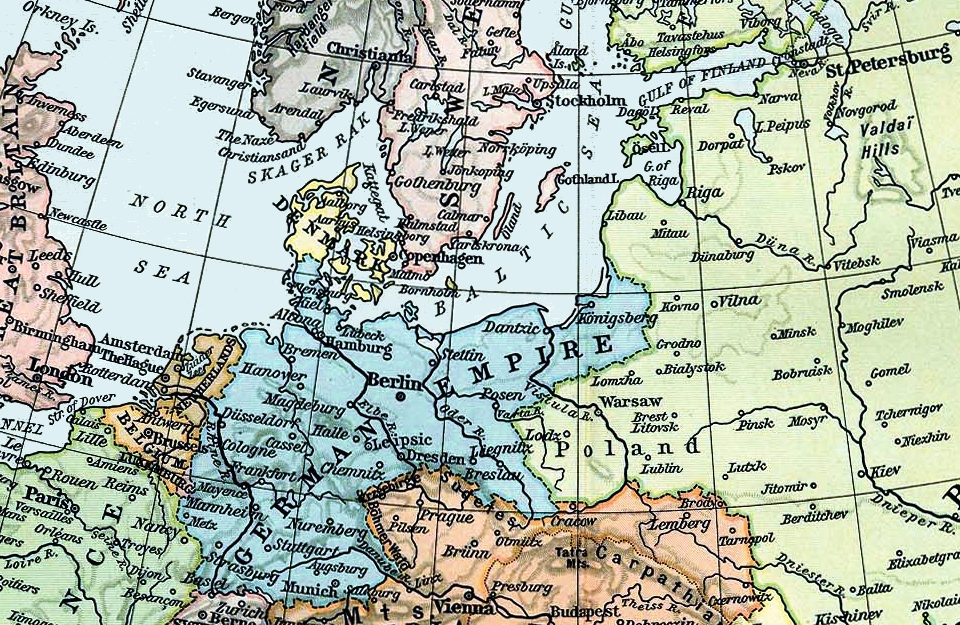
1911年的北海及波罗的海图

维修工作于1894年4月16日完成，勃兰登堡号得以重新开始试航并持续至8月中旬，其中包括巡航穿越卡特加特海峡。8月21日，该舰加入第二支队，但舰队的重组使其连同三艘姊妹舰共同被转移至第一支队。第一支队驻地设于北海沿岸的威廉港。12月3日，勃兰登堡号随舰队余部参加了在基尔举行的威廉皇帝运河开凿仪式。分舰队随后开始在波罗的海进行冬季训练巡航；这是德国舰队首次开展这样的巡航。而在往年，舰队大部都会于冬季停运。巡航期间，第一支队于12月7日至11日锚泊在斯德哥尔摩，以参加瑞典国王古斯塔夫二世·阿道夫诞辰300周年的庆典。奧斯卡二世国王为到访的德国代表团举办了招待会。接下来，这些舰只还在波罗的海进行了进一步的操练，然后必须返回母港接受维修。
1895年是以驶向黑尔戈兰岛和不来梅哈芬的常态化训练巡航作为开端，当时威廉二世登上了旗舰腓特烈·威廉选帝侯号跟队视察。随后是单舰和支队的训练，但不久即被前往北海北部的航行所打断，这是德国主力舰队的编队第一次离开本土水域。在这次旅程中，勃兰登堡号与腓特烈·威廉选帝侯号作陪；两艘战列舰于3月16日至23日在设得兰群岛的勒威克停留。在检验军舰在恶劣天气下的能力的演练中，两艘舰都表现出色。5月，舰队在波罗的海西部进行了更多的机动训练，并以到访奥克尼群岛的柯克沃尔作为终结。舰队于6月初返回基尔，为威廉皇帝运河的通航作准备。在通航仪式上，它们于基尔湾向外国代表团展示了战术训练。进一步的训练演习一直持续到7月1日，然后第一支队展开深入大西洋之旅。这次行动具有政治动机；当时德国只能派出一批小型舰艇——岸防舰哈根号、二等巡洋舰奥古斯塔皇后号和巡洋巡防舰施托施号前往摩洛哥佯动，以应对两名德国商人在当地被谋杀的事件。主舰队则可藉此航行至西班牙海域为行动提供道义上的支持。恶劣的天气再次让勃兰登堡号及其姊妹舰展现出卓越的船舶耐波性。舰队从维戈出发，至爱尔兰的皇后镇驻泊。在那里，威廉二世登上其游艇霍亨索伦号出席了考斯帆船周，而舰队余部则停留在怀特岛外围。
8月10日，舰队返回威廉港，开始准备当月下旬举行的舰队演习。首场演练于8月25日在黑尔戈兰湾开始。然后，舰队穿越斯卡格拉克海峡驶向波罗的海；强暴风雨对许多舰艇造成重大伤害，其中S-41号鱼雷艇在风暴中倾覆，仅三人获救。舰队随即在基尔短暂停留，然后前往卡特加特海峡和大贝尔特海峡展开包括实弹射击在内的演练。在此期间，勃兰登堡号于8月22日与通报舰狩猎号相撞，但仅有后者在事故中受损。主要演习自9月7日开始，内容为从基尔向波罗的海东部进行模拟攻击。翌日，当舰只停留在基尔时，正对德国进行访问的俄国沙皇尼古拉二世登舰视察了勃兰登堡号。后续的演习则在波美拉尼亚沿岸和但泽湾完成。9月14日，德皇威廉二世在耶尔斯赫夫特对舰队进行了一次海上阅兵，宣告演习结束。这年余下的时间都用作了单舰训练。1896年的训练模式与前一年大致相同。整个4月都在进行单舰训练，4月底至5月初则在北海展开分舰队训练，其中包括出访荷兰港口弗利辛恩和纽维迪普。更多的演练从5月下旬持续至7月下旬，分舰队进一步驶向北海北部，并频繁进入挪威水域。5月11日至18日，这些舰只造访了卑尔根。在训练期间，威廉二世陪同到访的中国直隶总督李鸿章于基尔视察了舰队。8月9日，练习舰队在威廉港集结以进行每年一度的秋季舰队演习。

### 1897－1900年
勃兰登堡号及舰队余部于1897年上半年都遵循常规的例行单独和分舰队训练模式。年初，海军司令部曾考虑将包括腓特烈·威廉选帝侯号在内的第一支队派遣至摩洛哥，以便就要求支付1895年两起谋杀案的赔偿金向该国政府施压；但最终依旧派出了由巡洋巡防舰组成的小型编队。传统的训练进程于8月初中断，当时威廉二世携皇后奥古斯塔·维多莉亚出访俄国皇室；而第一分舰队的两个支队都被派往喀琅施塔得，并陪同德皇伉俪继续前往首都圣彼得堡。它们于8月15日返抵但泽的诺伊法瓦泽，并在那里加入舰队余部参加年度秋季演习。这次演习充分反映了海军部新任国务秘书、海军少将阿尔弗雷德·冯·提尔皮茨以及第一分舰队新任司令、海军中将奥古斯特·冯·汤姆森的战术理念。这些新战术强调精确的射击，尤其是在较远的距离下，但其所需的纵队阵型会导致战术严重僵化。汤姆森对射击的重视为德国炮手在第一次世界大战期间的卓越射术奠定了基础。演习于9月22日在威廉港结束。

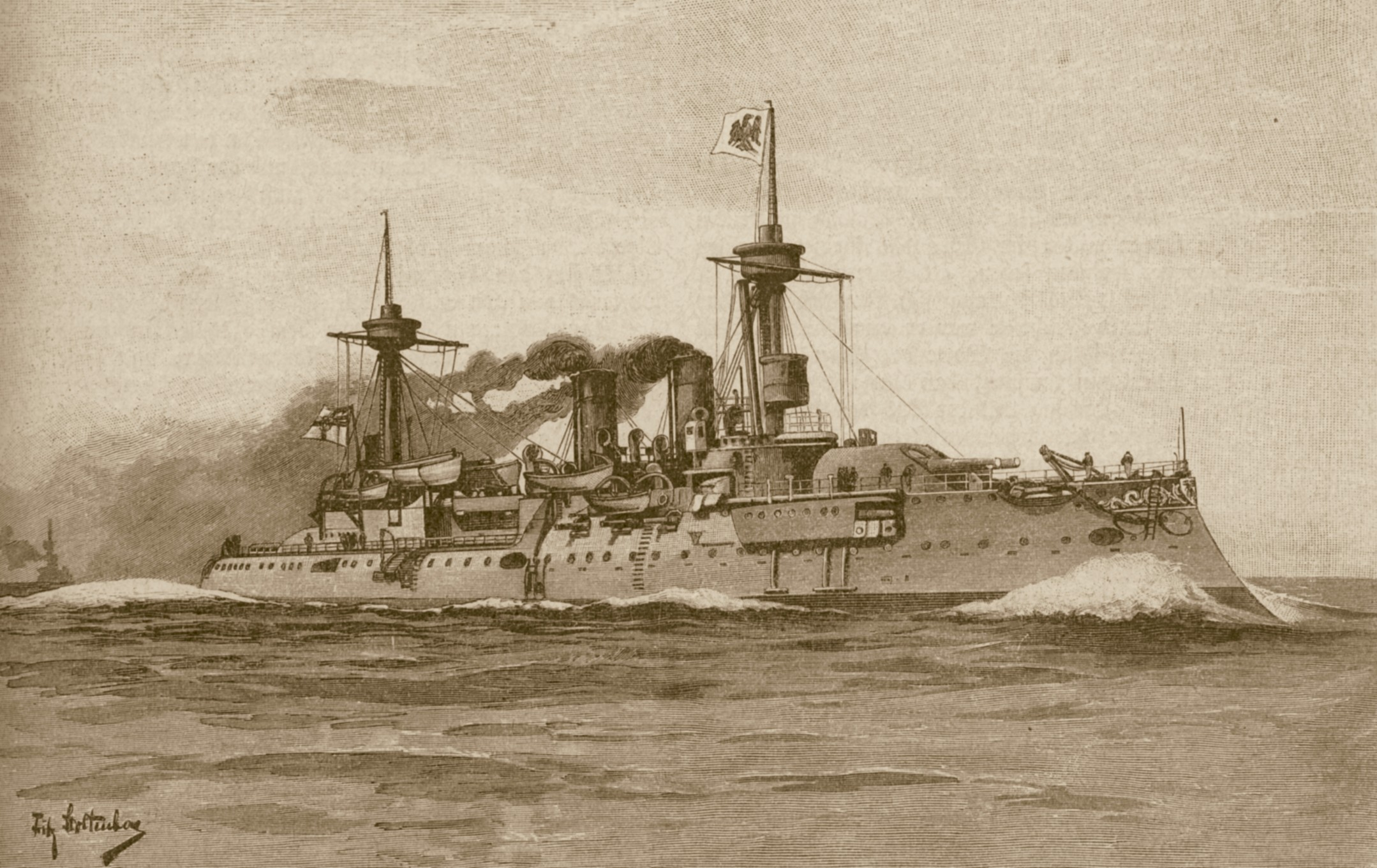
行进中的勃兰登堡号

12月初，第一支队在卡特加特和斯卡格拉克海峡进行了机动演练，但因官兵人数不足而缩短了进程。此外，在穿越大贝尔特海峡时，勃兰登堡号与铁甲舰符腾堡号相撞，这对两艘舰都造成了损伤，迫使它们驶入基尔进行维修。完成简要修复后，勃兰登堡号被转移至威廉港，在那里安装了一副新的舰艏撞角。1898年，舰队波澜不惊地完成了例行的单舰和部队训练，并且加入了出访不列颠群岛的行程，期间分别在皇后镇、格里诺克和柯克沃尔停留。舰队于8月14日在基尔集结，参加年度的秋季演习：内容包括对梅克伦堡沿岸实施模拟封锁，以及在但泽湾与假想敌“东方舰队”激战。当返回基尔的途中，舰队遭到一场强烈的风暴侵袭，造成大量舰艇严重受损，并致使S-58号鱼雷艇沉没。舰队转而经行威廉皇帝运河，继续在北海进行演习。演习于9月17日在威廉港结束。12月，第一支队在埃肯弗德湾进行炮术和鱼雷训练，随后至卡特加特海峡和斯卡格拉克海峡进行支队训练。在此期间，该支队于12月9日至13日到访了瑞典的孔斯巴卡。返回基尔后，第一支队的舰只全数进入船坞接受冬季保养。
在1899年3月22日的一场暴风雪中，铁甲舰奥尔登堡号的锚链发生断裂，导致舰只被水流冲走并在施特兰德湾搁浅。勃兰登堡号遂与船厂轮船诺德尔号合力协助奥尔登堡号脱困，再拖曳回港。4月5日，该舰参加了为纪念第一次石勒苏益格战争期间埃肯弗德海战胜利50周年的庆祝活动。5月，第一和第二支队，连同波罗的海预备役支队展开了一次深入大西洋的大规模巡航。出航途中，第一支队在多佛尔停留，第二支队则驶入法尔茅斯加煤。两个支队于5月8日在法尔茅斯会合，然后共同出发前往比斯开湾，于5月12日抵达里斯本。在那里，他们遇到了由八艘战列舰和四艘装甲巡洋舰组成的英国海峡舰队。德国编队随后启程回国，于5月24日再次经停多佛尔，并在当地参加了为纪念英国女王维多利亚诞辰80周年的海上阅兵。编队于5月31日返抵基尔。
1899年7月，舰队在北海展开分舰队演练，其中包括与陆军第十军的官兵进行联合岸防演习。8月16日，舰队重新在但泽集结，进行年度秋季演习。演习从波罗的海开始，舰队于8月30日穿越卡特加特海峡和斯卡格拉克海峡驶入北海，在德意志湾进行进一步操练，一直持续到9月7日。9月8日至26日在卡特加特海峡和大贝尔特海峡完成第三阶段演习后，舰队驶入船坞接受例行保养。1900年的训练日程是以单舰和部队训练作为开端。3月中旬，各分舰队在基尔集结，随后于4月进行鱼雷和射击训练，并巡航前往波罗的海东部。从5月7日至26日，舰队在北海北部开展了一次大规模训练巡航，其中包括5月12日至15日在设得兰群岛、以及5月18日至22日在卑尔根停靠。至7月8日，勃兰登堡号随第一支队余部被重新整编至第二支队。

### 义和团运动
在1900年的义和团运动期间，中国的民族主义者围攻北京的外国公使馆，并杀害了德国特命全权公使克林德男爵。这一系列针对西方人的拳民暴行促使德国与其它七大强国——英、俄、奧、法、美、日结成联盟。当时，在中国的西方士兵数量太少，不足以击败义和团；北京的八国联军官兵总数仅为400余人。而德国在华的主要军事力量为东亚分舰队，它由大巡洋舰奥古斯塔皇后号、汉萨号、赫塔号以及小巡洋舰伊伦娜号、葛冯号和炮舰美洲豹号、鸡貂号所组成。此外，德国还有一个500人的分遣队驻扎在大沽；再结合其它国家的部队，兵力约为2100人。在英国将军爱德华·霍巴特·西摩尔的率领下，这些人试图攻入北京，但因受到顽强的抵抗而被迫滞留天津。为此，德皇决定派遣远征部队前往中国以增援东亚分舰队。远征部队由勃兰登堡号及其三艘姊妹舰、六艘巡洋舰、十艘货轮、三艘鱼雷艇和六个海兵营组成，受德国元帅阿尔弗雷德·冯·瓦德西指挥。

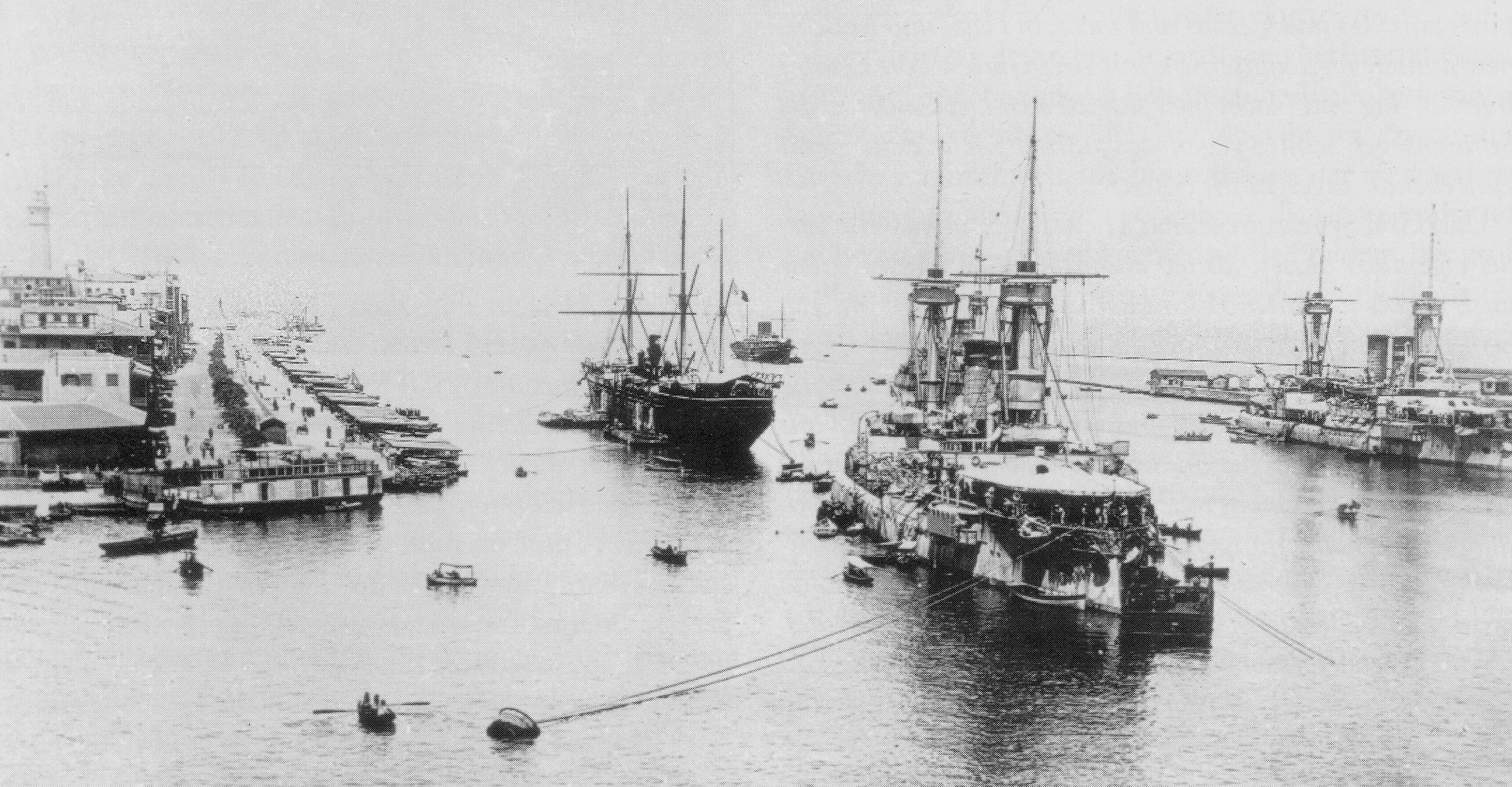
勃兰登堡号（前）及魏森堡号于1900年7月26日经停塞德港

7月7日，远征部队司令、海军少将理夏德·冯·盖斯勒报告他的舰只已完成整备，遂于两天后离港。四艘战列舰及通报舰赫拉号穿越威廉皇帝运河，在威廉港驻泊以便与远征部队余部会合。7月11日，这支部队从亚德湾起航驶向中国。它们于7月17－18日在直布罗陀停留加煤，并于7月26－27日通过苏伊士运河。在红海的丕林岛补充更多的燃煤后，编队于8月2日进入印度洋。8月10日，这些舰只抵达锡兰的科伦坡，并于8月14日穿越马六甲海峡。它们于8月18日抵达新加坡，五天后离开，至8月28日来到香港。两天后，远征部队在上海下游带的吴淞口锚区驻泊。
当德国舰队抵达时，北京的外国公使馆之围已经由八国联军的其他成员部队所解除。尽管如此，勃兰登堡号还是在长江口周边地区执行了巡逻任务，并于10月参加了占领山海关和秦皇岛沿岸防御工事的行动，然后返回长江。随着局势日趋平静，四艘勃兰登堡级舰只于1900年末和1901年初被分别送往香港或日本的长崎进行大修；其中勃兰登堡号是从1901年1月至2月去往香港。工程完结后，它驶向德国胶澳租借地的青岛，与远征军余部共同在当地参加训练演习。
1901年5月26日，海军部下令将远征部队召回德国。该编队在上海完成物资补给后，于6月1日离开中国海域。它们于6月10日至15日在新加坡停留加煤，然后继续前往科伦坡，并从22日至26日在当地停留。为了抵御季风，远征部队被迫在塞舌尔的马埃岛停靠，以补充更多的燃煤。然后，这些舰只又分别在亚丁和塞德港停留一天作加煤。它们于8月1日抵达加的斯，与第一支队会合，共同驶回德国。两支部队在抵达黑尔戈兰岛后分开，其中远征部队于8月11日回到亚德湾锚地，并受到了时任帝国海军总监、海军上将汉斯·冯·克斯特的迎接。翌日，远征部队就地解散。德国政府最终为此次远征付出了超过一亿马克的代价。

### 1901－1914年

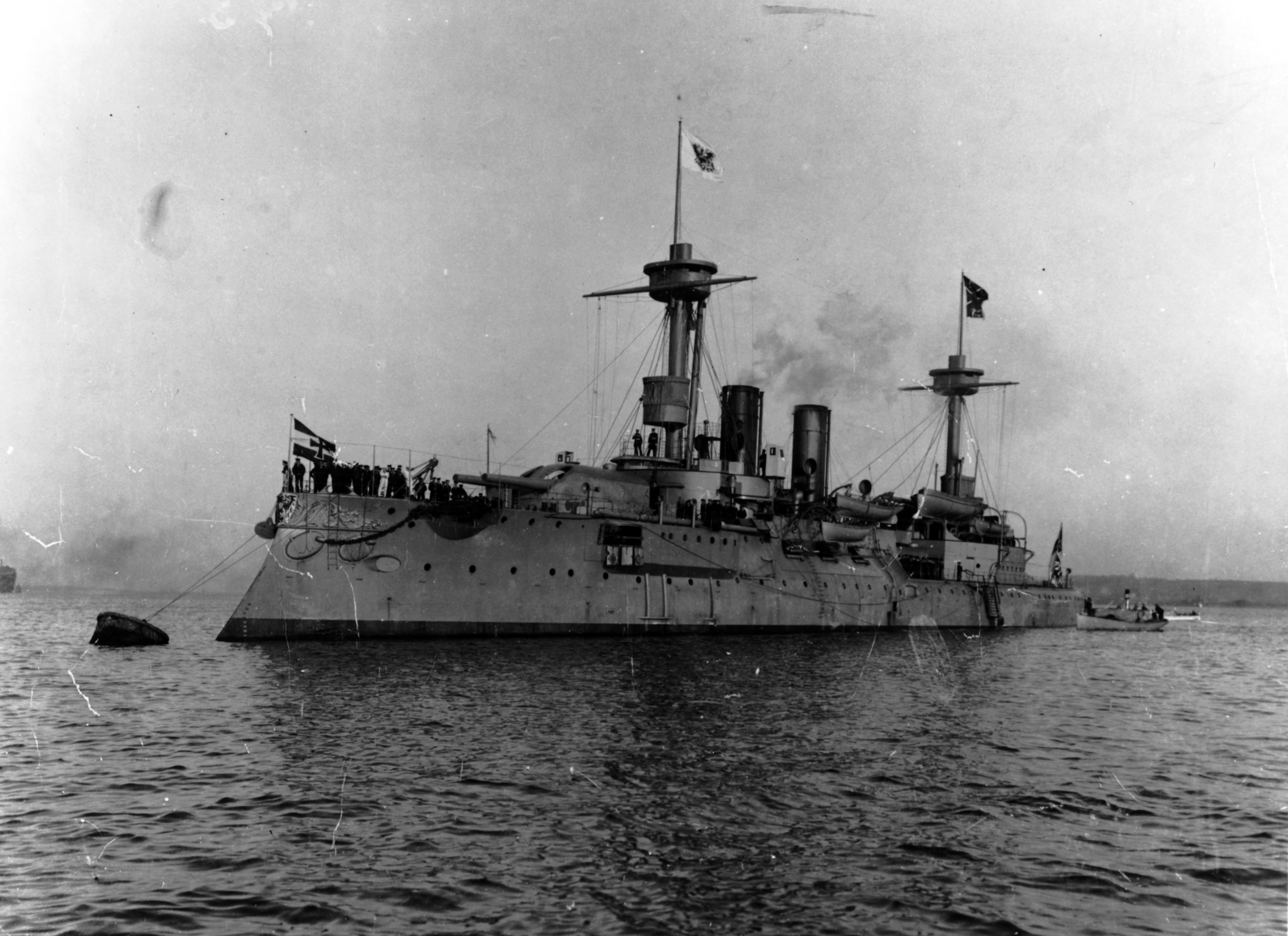
勃兰登堡号于1895年后的某时

从中国远征归来后，勃兰登堡号及其姊妹舰重新被编入第一支队。1901年8月21日，年度舰队演习开始；这些活动于9月11日中断，当时尼古拉二世在另一次访德时参观了舰队。相关舰艇遂于普茨克湾为他进行了一次海上阅兵。在余下的演习中，海军与帝国陆军在西普鲁士展开了联合演练，参与部队包括有跟舰海兵营，以及陆军第一军和第十七军。同年晚些时候，勃兰登堡号参加了一次冬季训练巡航，随后在威廉港的船坞接受定期维护。1902年遵循了单舰、支队和舰队训练的常规模式，同时进行了一次前往挪威和苏格兰的大规模巡航，最后通过英吉利海峡。在完成了8月和9月的舰队演习后，勃兰登堡号于10月23日停运。其船员被转移至新近入役的战列舰策林根号，后者也取代了勃兰登堡号在第一支队的位置。
20世纪初，四艘勃兰登堡级舰只都被送往威廉港帝国船厂的旱坞进行大规模重建，其中勃兰登堡号是在1903年至1904年间进行了现代化改造。在此过程中，舰只的艉部舰艛加装了带舷梯的第二座司令塔。其船用锅炉也都换成更新的型号，并减少了舯部的累赘索具。它于1905年4月4日重新投运，被编入此时已重组为活动战列舰队（Aktive Schlachtflotte）的第二分舰队，但服役时间都很短。该舰参加了1905年、1906年和1907年的例行常规训练演习，然后于1907年9月30日再次停运。在此期间，勃兰登堡号唯一值得注意的事件是在斯德哥尔摩外围的发生过轻微搁浅，但没有对舰只造成任何损害。在第二度停运时，其船员再被转配至一艘新式战列舰，这次是汉诺威号。此后，勃兰登堡号在北海预备役支队（Reservedivision der Nordsee）作储备搁置。
到1910年，第一批无畏舰开始进入公海舰队服役，使勃兰登堡号这样的老旧舰船显得过时。那年，它曾一度重返第三分舰队服役，参与年度舰队演习。演习结束后，该舰回到了北海预备役支队，并在那里进行了进一步的训练。1911年中期，勃兰登堡号被调往训练及实验舰部队，随该部队参加了在波罗的海的训练演习。它于8月和9月再次临时返回第三分舰队进行舰队演习，10月16日再度停运。1912年，它被编入波罗的海海军基地，在接下来的两年中一直处于闲置状态。

### 一战及后续活动

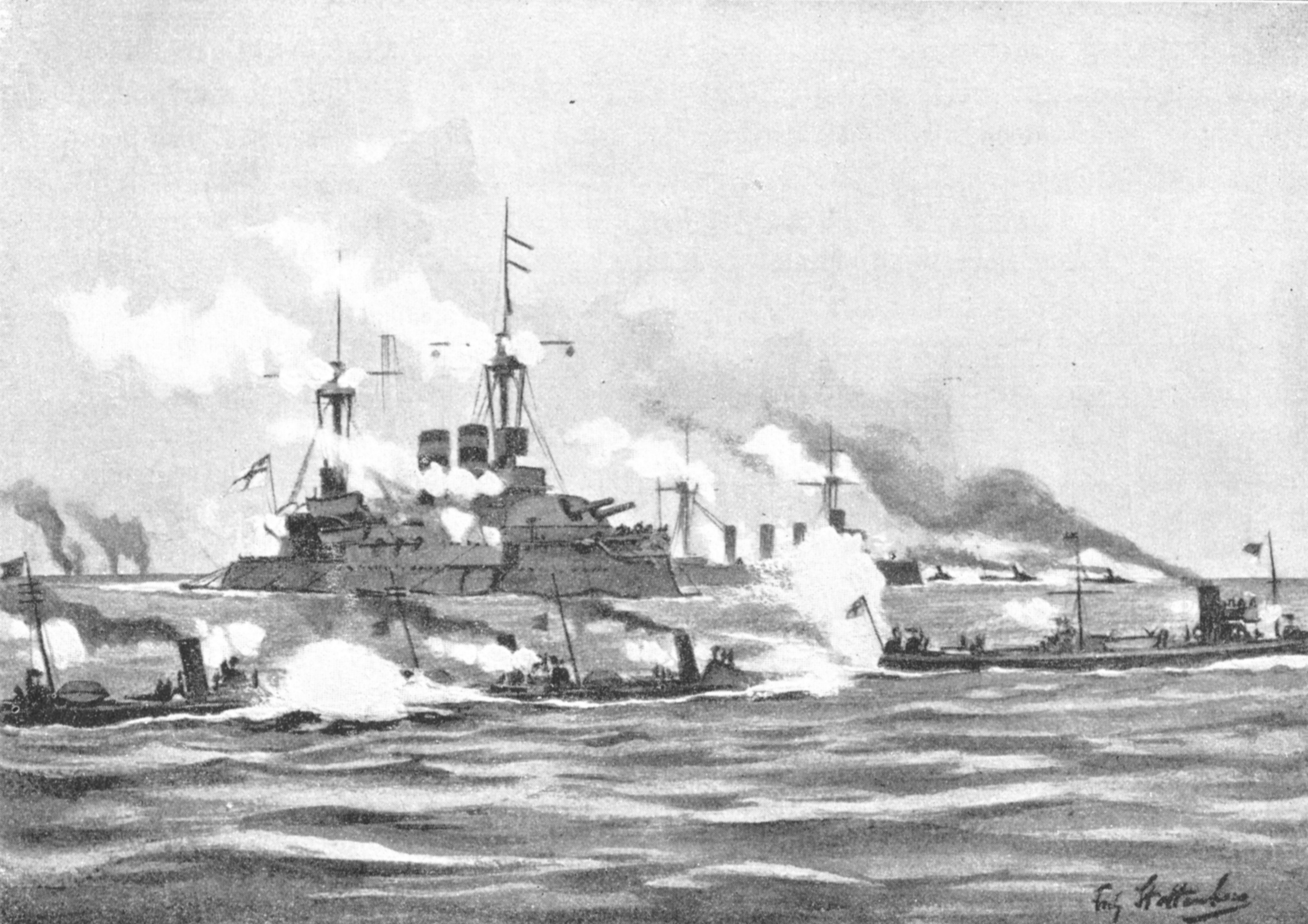
展现勃兰登堡号及前景鱼雷艇的插画

1914年8月第一次世界大战爆发时，勃兰登堡号获重新动员至第五分舰队，最初的任务是在北海负责海岸防御。9月中旬，第五分舰队被调往波罗的海，受时任波罗的海武装部队总司令的海因里希亲王指挥。他原本计划对温道发动一场针对俄国人的大规模两栖攻击，但运输工具的短缺迫使其改变了计划。作为替代，第五分舰队将被用作搭载登陆部队，但当海因里希亲王收到了英国舰队将于9月25日进入波罗的海的错误情报后，这一任务也被取消了。勃兰登堡号遂于翌日随分舰队余部返回基尔，让登陆部队在那里上岸，然后继续推进至北海，恢复它们在当地的警戒职责。年底前，第五分舰队再次被调往波罗的海。海因里希亲王的下一项命令是对哥特兰岛发动进攻，以打击可能身处该地区的俄国军舰。12月26日，这些战列舰在波美拉尼亚湾与波罗的海巡洋支舰队会合，然后启程出击。两天后，部队抵达哥特兰岛宣示主权，并于12月30日回到基尔，期间并未发现任何俄国舰船。
分舰队只得回到北海执行警戒任务，但不久后便于1915年2月被撤出前线服役。由于公海舰队受训船员的短缺，加上在战争时期运作老旧舰艇的风险，致使第五分舰队的舰艇不得不停用。勃兰登堡号于3月6日在基尔裁减了船员，并被临时编入波罗的海预备役支队。从7月至12月，它在船厂接受了维修，然后被转移至利鲍。该舰于12月20日在当地退役，但继续用作淡水蒸馏船和宿营船。其重炮计划拆除供奥斯曼帝国使用，但没有任何被运往奥斯曼的记录。临近战争结束时，勃兰登堡号被运回但泽，在那里进行靶舰改造，但在改造工程完成之前，战争便已结束。其后，它于1919年5月13日正式从海军名录中除籍并出售报废。该舰由总部设于柏林的拆船商“北德地下工程公司”（Norddeutsche Tiefbaugesellschaft）购得，并最终在但泽拆解报废。